# Fehlergrenze
In der praktischen Messtechnik sind die Fehlergrenzen vereinbarte oder garantierte Höchstwerte für positive oder negative Abweichungen der Anzeige (Ausgabe) einer Messeinrichtung vom richtigen Wert. Fehlergrenzen sind begrifflich streng zu unterscheiden von den tatsächlichen Messabweichungen und von der Messunsicherheit.
Beim Kauf eines Messgerätes werden im Allgemeinen die tatsächlichen Abweichungen nicht angegeben, wohl aber werden bei einem seriösen Hersteller in der Regel deren Höchstwerte unter festgelegten Bedingungen garantiert. Fehlergrenzen hängen ab vom technischen Aufwand und von prinzipiellen Grenzen. Der Betrag der zufälligen Messabweichungen ist häufig gegenüber der Fehlergrenze vernachlässigbar klein; sonst soll er bei der Festlegung der Fehlergrenze berücksichtigt werden.
In einer neueren messtechnischen Norm wird statt des Begriffs Fehlergrenze der Begriff Grenzabweichung verwendet. Außerhalb der Messtechnik entspricht dem Begriff Fehlergrenze der Begriff Abweichungsgrenzbetrag.

## Definitionen
Es gibt eine obere und eine untere Fehlergrenze. Meistens sind beide gleich groß und werden dann als symmetrischen Fehlergrenzen {\displaystyle G} bezeichnet. Die Fehlergrenzen sind stets Beträge und werden daher ohne Vorzeichen angegeben.
Es gilt für die (absolute) Abweichung bzw. den (absoluten) Fehler {\displaystyle F}
{\displaystyle |F|\leq G} .
Entsprechend gibt es eine relative Fehlergrenze {\displaystyle g} derart, dass für die relative Abweichung bzw. den relativen Fehler {\displaystyle f} gilt
{\displaystyle |f|\leq g} .
Die Bezugsgröße für die relative Fehlergrenze ist wie beim relativen Fehler der richtige Wert {\displaystyle x_{r}} ;
{\displaystyle g=G/|x_{r}|} .

## Schreibweise
Der angezeigte (ausgegebene) Wert {\displaystyle x_{a}} liegt dann in einem Bereich 
{\displaystyle x_{r}-G\leq x_{a}\leq x_{r}+G} .
Dieses wird verkürzt zur Schreibweise
{\displaystyle x_{a}=x_{r}\pm G} ,
was keineswegs so gedeutet werden darf, als ob {\displaystyle x_{a}} nur zwei Werte annehmen könnte. 
Soll die relative Fehlergrenze im Ergebnis vorkommen, so ist das möglich, indem {\displaystyle x_{r}} ausgeklammert wird:
{\displaystyle x_{a}=x_{r}\cdot \left(1\pm {\frac {G}{x_{r}}}\right)=x_{r}\cdot (1\pm g)} .
Keineswegs darf {\displaystyle x_{r}\pm g} geschrieben werden, weil dann ein Wert mit der Einheit der Messgröße und ein Wert mit der Einheit Eins zu addieren wären.

## Quantitative Angaben
Bei der quantitativen Angabe von Unsicherheiten und Fehlergrenzen ist die Qualität einer Angabe im Blick zu behalten.
- Beispiel: Eine Angabe „5 %“ dürfte eine Schätzung beinhalten und für „etwa 5 %“ stehen; die „5“ ist in diesem Zusammenhang niemals mathematisch exakt, dass man ihr nach dem Komma beliebig viele Nullen anhängen könnte. Eine Angabe „4,8 %“ wird kaum ein Indiz erhöhter Sorgfalt sein.

Aus einer „groben“ Ausgangsposition lassen sich keine „feinen“ Ergebnisse ableiten, denn aus den Regeln zur Fehlerfortpflanzung von Fehlergrenzen bei voneinander unabhängigen Werten ergibt sich (siehe unten: Rechnen mit Fehlergrenzen):
Das Ergebnis kann nie genauer werden als das, was hineingesteckt wird. (Eine Ausnahme gilt bei zufälligen Fehlern: Hier wird nach wiederholten Messungen der Mittelwert genauer als der Einzelmesswert).
- Beispiel: 5 %·15,6 V = 0,8 V und nicht 0,78 V,

es sei denn, 5,0 % kann verantwortlich angegeben werden.
Diese Forderung entspricht der Forderung in DIN 1333: Unsicherheiten werden mit einer signifikanten Stelle angegeben, ausgenommen bei den Ziffern 1 oder 2, dann werden zwei signifikante Stellen angegeben.
- Beispiel: 5 %·35,6 V = 1,8 V und nicht 2 V.

Eine führende Null ist nicht signifikant.
- Beispiel: Die Angabe 0,8 V enthält nur eine signifikante Stelle.

Es liegt im Begriff des Grenzwertes, dass nur auf- und nicht abgerundet werden darf; entsprechendes gilt für die Unsicherheit nach DIN 1333. Eigentlich wäre eine Fehlergrenze 5 %·6,2 V = 0,31 V auf 0,4 V auf- und nicht auf 0,3 V abzurunden; doch sollte man hier ein gewisses Augenmaß behalten, denn bereits 4,8 %·6,2 V < 0,3 V.
Es ist nicht falsch, in Zwischenschritten genauer zu rechnen, damit sich Rundungsfehler nicht aufschaukeln, und erst im Ergebnis dessen Fehlergrenzen zu beachten, siehe auch Signifikante Stellen.
Angaben und Beispiele zu Messgeräte-Fehlergrenzen findet man
- für analoge elektrische Messgeräte unter Genauigkeitsklasse gemäß DIN EN 60051,
- für digitale elektrische Messgeräte unter Digitalmultimeter, Messgerätefehler.

## Rechnen mit Fehlergrenzen
Kann man ein Messergebnis {\displaystyle y} erst aus mehreren voneinander unabhängigen Messwerten {\displaystyle x_{i}} ausrechnen, so ist mathematisch gesagt {\displaystyle y} eine Funktion von mehreren unabhängigen Variablen {\displaystyle x_{i}}
{\displaystyle y=y(x_{1},\ x_{2},\ \cdots )}
Änderungen der unabhängigen Variablen um ein kleines {\displaystyle \Delta x_{i}} werden mit der Funktion übertragen und führen zu einer Änderung der abhängigen Variablen um ein {\displaystyle \Delta y}, und zwar gemäß den Regeln der Mathematik
{\displaystyle \Delta y\approx {\frac {\partial y}{\partial x_{1}}}\Delta x_{1}+{\frac {\partial y}{\partial x_{2}}}\Delta x_{2}+\cdots } .
Kennt man nicht die Änderungen (Messfehler oder Messabweichungen) selber, sondern nur ihre Grenzwerte (Fehlergrenzen) {\displaystyle G_{i}} , so lässt sich damit auch nur die Fehlergrenze {\displaystyle G_{y}} des Ergebnisses angeben; dabei ist im Sinne des Grenzwertes die ungünstigste Vorzeichenkombination der Summanden zu Grunde zu legen
{\displaystyle G_{y}=\left|{\frac {\partial y}{\partial x_{1}}}\right|G_{1}+\left|{\frac {\partial y}{\partial x_{2}}}\right|G_{2}+\cdots } .
Diese Formel vereinfacht sich für die vier Grundrechenarten zu leicht merkbaren Regeln
- bei Addition und Subtraktion {\displaystyle \quad G_{y}=G_{1}+G_{2}+\cdots } ,

also Summe der absoluten Fehlergrenzen,
und mit Verwendung der relativen Fehlergrenzen {\displaystyle g_{i}=G_{i}/|x_{i}|\ {;}\quad g_{y}=G_{y}/|y|}
- bei Multiplikation und Division {\displaystyle \quad g_{y}=g_{1}+g_{2}+\cdots } ,

also Summe der relativen Fehlergrenzen.
Beispiel: Mit dem ohmschen Gesetz {\displaystyle U=I\cdot R} soll {\displaystyle U} aus {\displaystyle I} und {\displaystyle R} bestimmt werden.
Wenn {\displaystyle I} = 2 mA · (1 ± 2 %) und {\displaystyle R} = 12 kΩ · (1 ± 5 %), dann {\displaystyle U} = 24 V · (1 ± 7 %).